# Tell

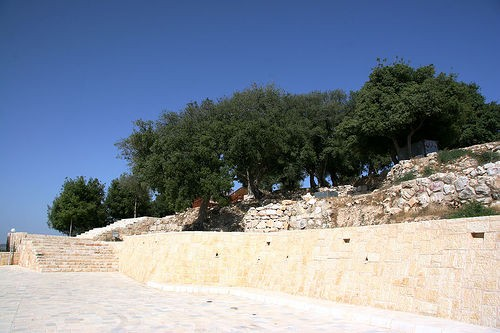
Tell Mar Elias, al norte de Jordania (2005).

Tell (plural: tells), también escrito como tall o tel (en árabe تلّ, tall, y en hebreo תל, tel, ‘colina’ o ‘montículo’), es un término que designa un yacimiento arqueológico con forma de montículo de tierra que resulta de la acumulación y la subsecuente erosión de materiales depositados por la ocupación humana durante largos períodos. Un tell consiste fundamentalmente en la acumulación de ladrillos de adobe y otros elementos constructivos, con una alta proporción de piedra o margas, así como una menor cantidad de restos domésticos. La distribución geográfica de este fenómeno se extiende desde el valle del Indo hacia el este hasta el sudeste de Europa hacia el oeste.
La palabra se usa habitualmente como un término general arqueológico, particularmente en la arqueología del Próximo Oriente. En ocasiones se utiliza también como topónimo —es decir, como parte del nombre de una ciudad o localidad—. El ejemplo más conocido de ello es el de la ciudad de Tel Aviv (en hebreo, ‘La colina de la primavera’), si bien Tel Aviv no se encuentra realmente sobre un tel. En el Próximo Oriente, a menudo una ciudad moderna se encuentra localizada en las cercanías de un antiguo montículo, muchas veces con un nombre de tell similar; por ejemplo, la ciudad de Arad se halla a unos pocos kilómetros de una antigua colina denominada Tel Arad. La ciudad de Mosul, en Irak, está cercana a Tell Hassuna, uno de los yacimientos arqueológicos con evidencias más antiguas de cerámica en Mesopotamia. Un empleo más adecuado del término es el caso del tell de Akka, una loma sobre la cual se sitúa la actual ciudad israelí de Acre. 
En ocasiones la palabra tell se aplica erróneamente a un yacimiento arqueológico cuya forma no garantiza tal designación. El de Amarna, en Egipto central, frecuentemente mal llamado Tell el-Amarna, es el mejor ejemplo de ello.

## Equivalencias
La palabra 'tell' procede de la acadia tilu, "montículo". Sus equivalentes que describen los montículos de ciudades en Egipto, Persia y Turquía son, respectivamente, kom, tepe y hüyük. La palabra turca correspondiente es höyük, como en Çatalhöyük, o tepe. Los topónimos que indican montículos de habitación en la zona de los Balcanes se traducen a menudo como ‘tumba’: magoula o toumba (debido a que los pequeños tells pueden confundirse con facilidad con túmulos o enterramientos) en Macedonia y Tesalia. La palabra mogilă se usa en Bulgaria, gomilă en Eslovenia y măgură en Rumanía.